# Wiesbadener Hof

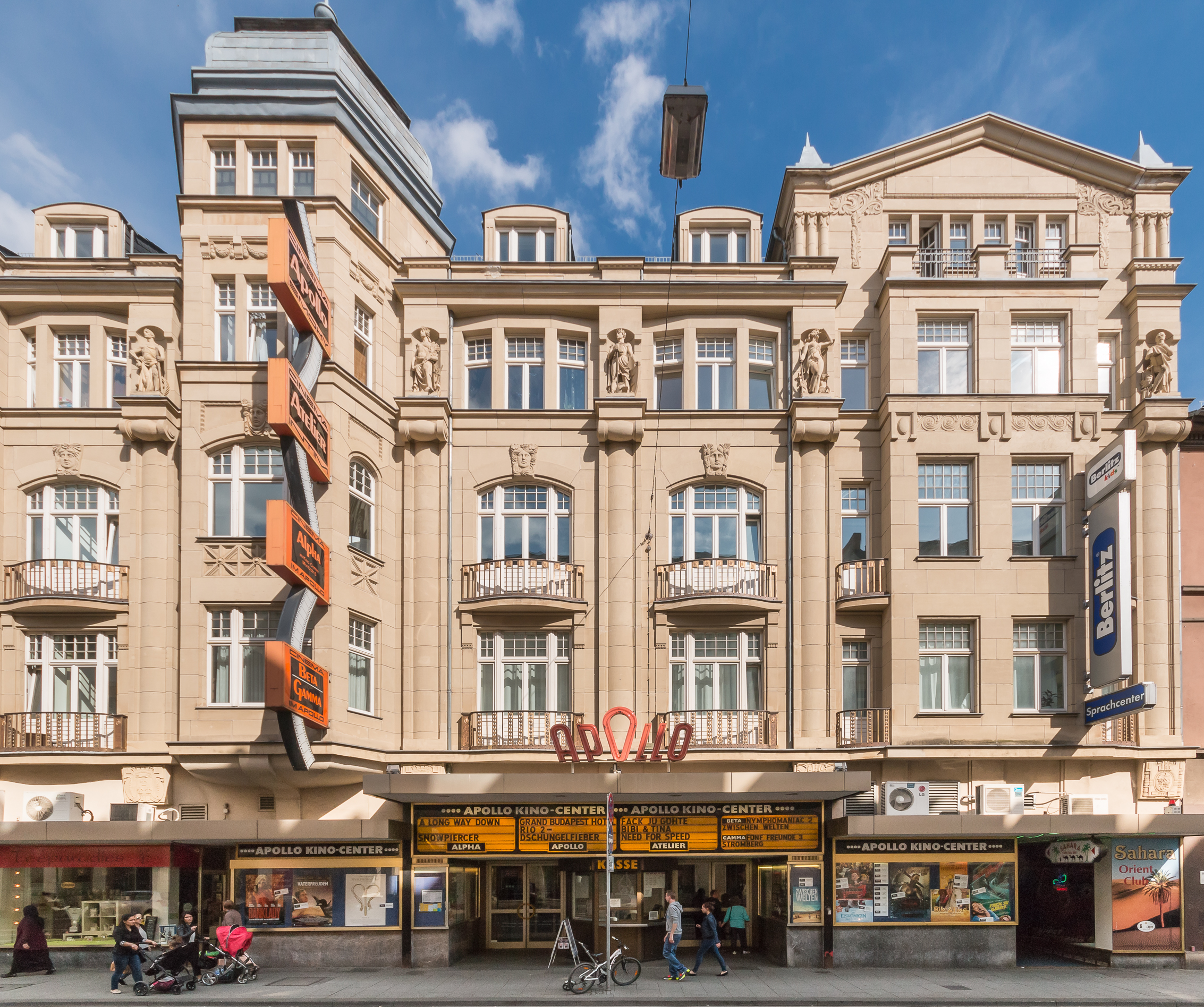
Wiesbadener Hof

Der Wiesbadener Hof ist ein ehemaliges Hotel in der hessischen Landeshauptstadt Wiesbaden. Das denkmalgeschützte Gebäude liegt im Stadtbezirk Wiesbaden-Mitte in der Moritzstraße, unmittelbar südlich der Kreuzung mit der Rheinstraße. Das Hotel wurde 1908 für Georg Jäger vom Architekten Otto Reimers errichtet. Das Gebäude verfügte über einen großen Ballsaal. 1936 eröffnete Erich Ewert darin die Apollo-Lichtspiele mit 400 Sitzplätzen. Zwischen 1963 und 1990 wurden vier kleinere Säle abgetrennt. 1993 gehörte das von Marc Ewert geleitete Unternehmen zu den Gründern der Cineplex-Gruppe. 2020 verfügt das Kino-Center über 5 Säle mit zusammen 656 Sitzplätzen, der größte davon hat 252 Plätze.